# Aphis fumanae
Aphis fumanae är en insektsart. Aphis fumanae ingår i släktet Aphis och familjen långrörsbladlöss. Inga underarter finns listade i Catalogue of Life.